# レオカディア (小惑星)
レオカディア (969 Leocadia) は小惑星帯に位置する小惑星である。ソ連（当時）の天文学者セルゲイ・イワノヴィチ・ベリャフスキーがクリミア天文台で発見した。
ロシア語の女性名から名付けられた。